# کیم سانگ کیونگ
کیم سانگ-کیونگ (انگلیسی: Kim Sang-kyung؛ زادهٔ ۱ ژوئن ۱۹۷۲) هنرپیشه اهل کره جنوبی است. وی از سال ۱۹۹۸ میلادی تاکنون مشغول فعالیت بوده‌است.
از فیلم‌ها و سریال‌هایی که وی در آن نقش داشته است، می‌توان به خاطرات قتل ، برج و دلقک تاجدار اشاره کرد.